# 地獄のモーテル
『地獄のモーテル』（原題：Motel Hell）は、1980年制作のアメリカ合衆国のホラー・コメディ映画。1980年10月24-26日の週末興行収入第1位。

## あらすじ
若い娘テリーはある日、国道をオートバイで走行中に事故にあい、重傷を負う。彼女は偶然通りかかったヴィンセントという中年の男に助けられる。彼は妹のアイダと共に“モーテル・ハロー”というモーテルを経営しており、そこで自家製ソーセージやベーコンを製造・販売していた。
だが、彼らの製造する自家製ソーセージ・ベーコンの材料は、自分たちのモーテルに泊まった旅行者だった。彼らはモーテルに泊まった旅行者たちを捕らえて声帯を掻き切り、裏の畑に頭だけ出して埋めてえさを与えて太らせ、“食べごろ”になると“収穫”してソーセージやベーコンに“加工”していた。
そんな中、ヴィンセントはテリーに興味を持ち、アイダは不満を持つ。同じころ、ヴィンセントとアイダの弟で、彼らとは別居している保安官のブルースもまた、テリーに一目ぼれする。兄にテリーを取られたくないブルースは、兄たちが留守の隙をついてテリーをモーテルから連れ出そうとして、見つかってしまう。
ブルースは乱闘の末にヴィンセントを倒し、アイダもまた、畑から逃げてきた犠牲者たちに襲われて死亡する。

## キャスト
※括弧内は日本語吹替。
- ヴィンセント・スミス：ロリー・カルホーン（千葉耕市）
- アイダ・スミス：ナンシー・パーソンズ（高橋和枝）
- ブルース・スミス：ポール・リンク（曽我部和恭）
- テリー：ニナ・アクセルロッド（高島雅羅）
- ビリー牧師：ウルフマン・ジャック（筈見純）
- エディス：エレイン・ジョイス（横尾まり）
- ガイ：ディック・カーティス（納谷六朗）
- デビー：モニーク・サン・ピエール (色川京子)
- スージー：ロザンヌ・ケイトン (深見梨加)
- ドラマー：ジョン・ラッツェンバーガー

※テレビ放映：TBSテレビ「金曜ロードショー」（深夜映画枠）1986年12月26日
※吹替音声は（株）スティングレイより発売のBlu-ray 「地獄のモーテル　40周年特別版」にのみ収録。

## 関連作品
- サイコ (1960年の映画)
- 悪魔のいけにえ